# Мелмор (Огайо)
Мелмор (англ. Melmore) — переписна місцевість (CDP) в США, в окрузі Сенека штату Огайо. Населення — 173 особи (2020).

## Географія
Мелмор розташований за координатами 41°1′34″ пн. ш. 83°6′18″ зх. д. / 41.02611° пн. ш. 83.10500° зх. д. (41.026134, -83.104950).  За даними Бюро перепису населення США в 2010 році переписна місцевість мала площу 1,54 км², уся площа — суходіл.

## Демографія
Згідно з переписом 2010 року, у переписній місцевості мешкали 153 особи в 69 домогосподарствах у складі 43 родин. Густота населення становила 100 осіб/км².  Було 73 помешкання (48/км²).
Расовий склад населення:
| - 96,7 % — білих - 1,3 % — азіатів |

До двох чи більше рас належало 1,3 %. Частка іспаномовних становила 1,3 % від усіх жителів.
За віковим діапазоном населення розподілялося таким чином: 19,0 % — особи молодші 18 років, 65,3 % — особи у віці 18—64 років, 15,7 % — особи у віці 65 років та старші. Медіана віку мешканця становила 43,3 року. На 100 осіб жіночої статі у переписній місцевості припадало 104,0 чоловіків;  на 100 жінок у віці від 18 років та старших — 103,3 чоловіків також старших 18 років.
За межею бідності перебувало 58,0 % осіб, у тому числі 100,0 % дітей у віці до 18 років та 0,0 % осіб у віці 65 років та старших.
Цивільне працевлаштоване населення становило 38 осіб. Основні галузі зайнятості: освіта, охорона здоров'я та соціальна допомога — 28,9 %, роздрібна торгівля — 26,3 %, мистецтво, розваги та відпочинок — 23,7 %, виробництво — 21,1 %.